# Сольдеу
Сольдеу (кат. Soldeu) — деревня с церковным приходом в пароккии Канильо, в Андорре.

## Расположение
Сольдеу расположен в Андорре, в Пиренейских горах, в 5 км от пароккии Канильо. Деревня находится на высоте 1710 метров над уровнем моря, а верхняя граница района для лыжного катания находится на высоте 2580 метров. 
Добраться можно из Энкампа, Канильо, Эль Тартера, Грау Роига, Пас-де-ла-Касы и Порте дес Ниежеса. 

## Климат
Климат Сольдеу в Андорре – субтропический, горный. Зима теплая, с холодными ночами и среднемесячной температурой от –2°C до +2°C.

## Достопримечательности
- Церковь Святого Доминика.
- Музей истории и искусства Андорры. В музее представлены экспонаты, рассказывающие об истории и культуре Андорры.
- Гольф-клуб Andorra Golf Club

Основные события и активность в Сольдеу происходят в зимние месяцы, когда приезжают лыжные туристы. Катание на лыжах происходит на 193 километровом лыжном районе Грандвалира, самом большом районе в Пиренеях.  
Лыжная школа Сольдеу выиграла награду за качество обучения.
Канатная дорога из городка поднимается на высоту 2250 метров, на которой расположены горнолыжная и сноубордическая школы и рестораны. Отсюда можно прокатиться до верхней точки подъёмника Эль Тартера или самой деревни Эль Тартер по склону «gall de bosc».
Официальный язык — каталанский. 

## Чемпионат мира по гонкам
В феврале 2012 года  в Сольдеу прошёл первый Кубок мира по горнолыжному спорту. 
В 2016 году прошли женские гонки: супергигант и комбинированный.
В марте 2019 года в Сольдеу прошёл Финал чемпионата мира (девять соревнований). Трасса скоростного спуска среди мужчин началась с высоты 2435 м и закончилась на высоте 1725 м, что дает перепад высот 710 м и длину 2,598 км. Победил Доминик Парис, его время 86,8 секунды, средняя скорость 107,75 км / ч и скорость вертикального спуска 8,18 м в секунду.
В марте 2023 года Финал Кубка мира (девять соревнований).